# 데키무스 유니우스 브루투스 알비누스

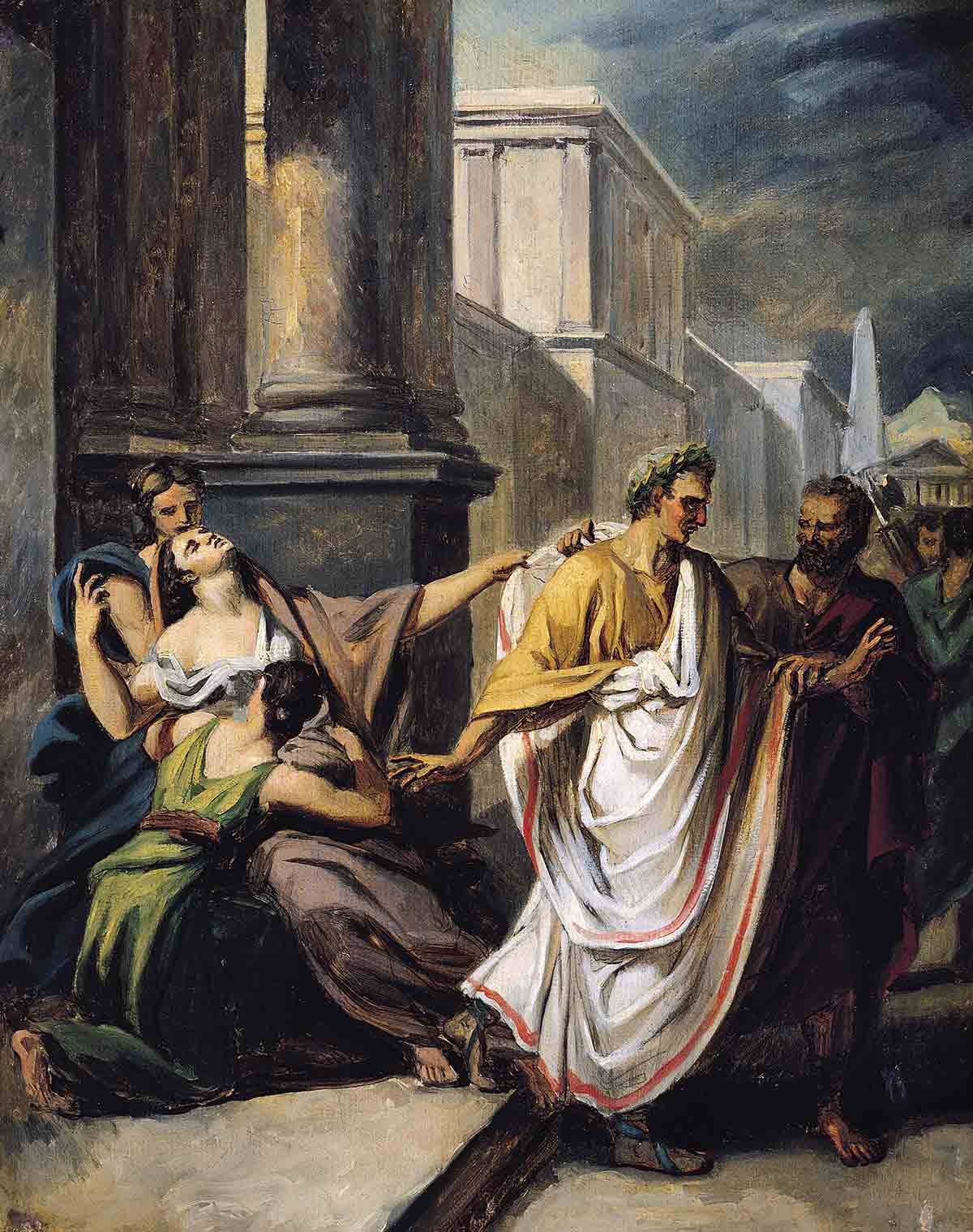

데키무스 유니우스 브루투스 알비누스(Decimus Junius Brutus Albinus, 기원전 84년 또는 기원전 81년 탄생 - 기원전 43년 죽음)는 로마 공화정 말기의 정치인이자 장군으로 율리우스 카이사르 암살자 중의 한 사람이다.

## 생애

### 초기
데키무스 브루투스는 어린 시절 마르쿠스 안토니우스와 친구로 지냈다고 한다. 카이사르가 갈리아에서 원정할 당시 카이사르의 군단장 중의 한 사람으로 복무할 당시 카이사르로부터 "젊은 브루투스"로 불렸다. 기원전 56년 카이사르가 베네티족과 싸울 때 카이사르의 함대를 지휘했고, 기원전 52년 베르킨게토릭스와 싸울 때도 그를 신뢰하여 지휘를 맡겼다.
기원전 49년 카이사르의 내전이 발발하고 카이사르가 히스파니아로 서둘러 진격할 때 마실리아(지금의 프랑스 마르세유) 공방전에서 카이사르는 브루투스에게 함선을 주고 해상 쪽에서 공격하게 했고 그는 마실리아의 해상봉쇄 임무를 충실히 수행했다. 그는 내전 기간 동안 충실히 카이사르의 부하로 전장에서 끝까지 싸웠다. 폼페이우스의 원로원파를 모두 물리치고 내전에서 승리한 후 카이사르는 유언장에서 그를 옥타비아누스 다음인 제2의 상속자이자 안토니우스와 함께 유언집행자로 써 놓았다. 또한 카이사르는 브루투스를 기원전 43년의 갈리아 키살피나 속주 총독직을 계획하고 있었다.

### 카이사르 암살
기원전 44년 3월 15일 법무관인 브루투스는 집정관 카이사르를 사택에서부터 원로원 회의장으로 데려오는 임무를 맡았다. 폼페이우스 대극장에서 원로원 회의가 시작되기 직전, 그는 마르쿠스 브루투스, 카시우스 롱기누스 등 카이사르를 반대하는 14명과 함께 숨기고 간 단도로 카이사르를 찔렀다. 카이사르는 토가 자락을 감고 쓰러졌고 그 자리에서 숨졌다.
카이사르의 충실한 부하이면서 그의 신임을 받고 있던 브루투스가 왜 암살에 관여했는지에 관하여는 여러 가지 설이 있으나 정확한 것을 알 수 없다. 다만 카이사르의 사후 공개된 유언장에서 자신이 제2의 상속자인 것을 알게 된 후 브루투스는 얼굴이 흙빛이 되어 침묵에 잠겼다고 한다.

### 암살 이후
카이사르의 암살 다음날 암살자들은 성난 로마 시민들과 카이사르의 군단병들에게 위협을 받았다. 브루투스와 암살자들은 생명의 위협을 느끼고 몸을 낮추었고, 브루투스는 기원전 43년이 되자 어수선한 로마의 정세에서 벗어나기 위하여 자신의 임지로 되어있던 갈리아 키살피나로 서둘러 떠났다. 그러나 로마의 정세는 급변하여 안토니우스는 원로원을 선동하여 브루투스의 임지인 갈리아 키살피나를 자신의 임지로 만들어 버리고 브루투스를 공격했다.
한편 로마에서 카이사르의 후계자로 점점 부각되고 있던 옥타비아누스는 키케로의 안토니우스 탄핵《필리피카이》의 영향으로 군사를 이끌고 무티나에서 브루투스를 공격하는 안토니우스를 공격하여 승리했다. 데키무스 브루투스는 옥타비아누스 덕분에 구출되었으나 옥타비아누스는 차갑게 자신은 안토니우스를 공격하러 왔을 뿐 카이사르의 암살자를 도우러 오지 않았다고 말하며 그에게 안토니우스를 공격하라고 하였다.
그러나 병사들은 모두 카이사르의 암살자와 함께 할 수 없다고 하며 데키무스를 버렸고 절망한 데키무스는 마르쿠스 브루투스와 카시우스가 있는 마케도니아로 달아나려 했다.
그러던 중 그는 안토니우스편인 갈리아 부족에게 붙잡혀 안토니우스의 명령으로 처형되었는데 그는 카이사르의 14명의 암살자 중 가장 먼저 처형된 것이다.

## 작품속의 브루투스
- 윌리엄 세익스피어의 희곡 《줄리어스 시저》에는 이 데키무스 브루투스가 잘못 표기되어 "데키우스"로 나온다.
  - 역시 세익스피어의 《줄리어스 시저》에 나오는 카이사르의 마지막 대사 "브루투스, 너마저도!"의 브루투스는 많은 연구자들이 마르쿠스 브루투스가 아닌 데키무스 부르투스라고 본다.
  - 수에토니우스는 《황제열전》에서 카이사르가 마르쿠스 브루투스를 보고 그리스어로 "καὶ σὺ τέκνον"(번역하면 "아들아, 너도?"라는 뜻)라고 마지막으로 말했다고 했으나 플루타르코스에는 마지막 말에 대한 아무런 언급이 없다.
- 시오노 나나미의 《로마인 이야기》에서도 똑같은 실수가 벌어져 제4권, 제5권 율리우스 카이사르를 다루는 내내 "데키우스"로 잘못 표기된다.